# Chenard & Walcker
La Chenard & Walcker è stata una Casa automobilistica francese attiva dal 1898 al 1951.

## Storia

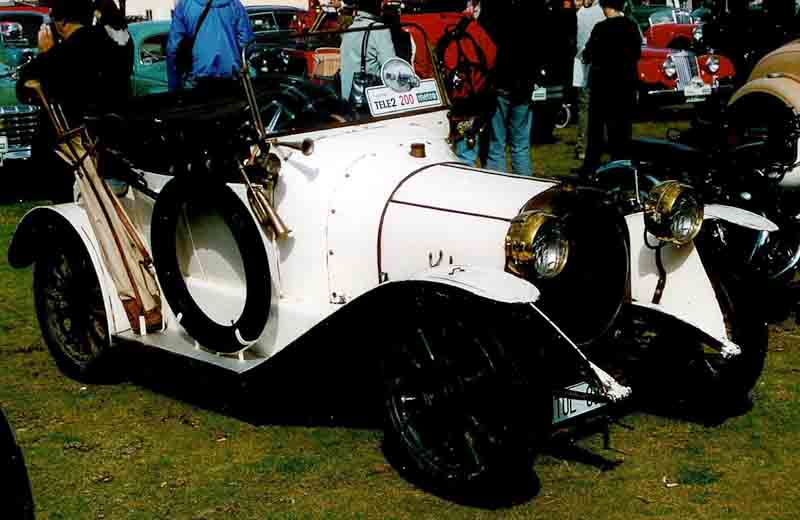
Una Chenard & Walcker T2 del 1913

Si tratta di una delle Case automobilistiche francesi più antiche. La sua attività, specialmente quella sportiva, riscossero molto successo in Francia, ma molto meno all'estero. Infatti, al di fuori dei confini della madrepatria, tale Casa automobilistica risulta ancor oggi quasi sconosciuta, tranne presso gli appassionati.
La Casa nacque quando Ernest Chenard nel 1898 aprì uno stabilimento ad Asniéres per la costruzione di biciclette, motocicli, tricicli e vetturette. Pochi mesi dopo, Chenard si associò con Henri Walcker, uno dei suoi migliori clienti, in maniera tale da rendere più agevole la gestione dell'azienda. Fu così che il 19 gennaio 1899 nacque ufficialmente la Société en Commandite des Etablissements Chenard & Walcker.
Per i primi due anni furono commercializzati esclusivamente tricicli a motore.
La prima autovettura prodotta fu invece lanciata nel 1901, era denominata 12CV ed era una vetturetta mossa da un bicilindrico che combinava soluzioni superate già all'epoca con soluzioni innovative. Per esempio, assieme al classico telaio in legno rinforzato con inserti in acciaio, si trovava un radiatore a serpentina ed una trasmissione a doppio giunto cardanico. Innovativa fu anche la tecnica impiegata per ridurre il consumo. Tra il 1901 ed il 1903 la 12CV fu impiegata in numerose prove di regolarità ed in gare di consumo. Ciò fece diffondere in Francia la fama della Casa di Asniéres, ed il pubblico scoprì l'economicità delle vetture della Casa.
Nel 1905 la 12CV fu tolta di produzione e furono presentati due nuovi modelli, la 14/16 CV e la 18/24 CV, entrambe mosse da un motore a 4 cilindri, anch'esse caratterizzate dall'essere un miscuglio tra classico e moderno.
Nel 1908, la Chenard & Walcker si trasferì a Gennevilliers, in uno stabilimento più grande, in modo da poter far fronte agli ordini sempre più numerosi.
Di lì a poco nacque la 8CV, prima vettura della Casa a montare un cambio a 4 marce. Nel 1911, per la prima volta nella storia dell'automobile, la Chenard & Walcker montò dei pistoni in lega d'alluminio.
Nel 1912, la Casa assorbì una carrozzeria, che divenne così la sua carrozzeria ufficiale.
In questi anni, la Chenard & Walcker balzò al quarto posto tra i costruttori francesi; ma una gravissima notizia ridimensionò gli animi: il 20 giugno 1912, infatti, Henri Walcker morì a causa di una peritonite. Il suo posto verrà preso da René Donnay.
Nel 1913 furono lanciati due nuovi modelli, la 7CV e la 15CV, che si segnalarono per la loro robustezza ed affidabilità.
Con lo scoppio della prima guerra mondiale, l'attività fu convertita alla produzione bellica e in tale periodo si occupò prevalentemente della produzione di proiettili da cannone.
Terminato il conflitto, la Chenard & Walcker ebbe l'idea di ripromuovere le sue vetture con una campagna pubblicitaria mirata all'esaltazione della sportività delle vetture stesse. Fu quindi intrapresa una fiorente attività agonistica e le stesse vetture di serie erano già più sportiveggianti.
Nel 1923, la Chenard & Walcker pilotata da André Lagache e René Léonard si aggiudicò la prima 24 ore di Le Mans della storia a 92 km/h di media. Nel 1925 gli stessi piloti, sempre al volante di una Chenard & Walcker, si aggiudicarono la seconda edizione della 24 Ore di Spa-Francorchamps.
Tali successi ebbero un'eco notevole, ma costrinsero ben presto i vertici della Casa ad una scelta: o lo sport o la produzione massiccia di vetture da turismo sull'onda crescente delle richieste.

Fu così che nel 1927 la Casa di Genneviliers si ritirò dalle competizioni e si dedicò a fondo alla produzione di vetture da turismo.
Sempre nel 1927 cominciò la collaborazione con la Delahaye per la produzione in joint-venture di autovetture e mezzi commerciali, ma il successo arrivò solo a sprazzi e la Delahaye mollò tutto e ricominciò a produrre autovetture per conto proprio. Dal canto suo, la Chenard & Walcker attraversò un periodo di crisi lungo alcuni anni, fino a che nel 1935 non fu rilevata dalla Chausson, un'azienda specializzata in carrozzerie. La produzione proseguì a singhiozzo proponendo modelli con carrozzerie simili a quelle delle contemporanee Matford e motori di origine Citroën o Ford.
Dopo la seconda guerra mondiale, la produzione automobilistica cessò e la Casa si dedicò alla produzione di veicoli commerciali leggeri.
Nel 1950 la Chenard & Walcker fu completamente assorbita dalla Chausson, la quale la rivenderà l'anno dopo alla Peugeot.

## Principali modelli
- 12CV: prodotta dal 1901 al 1905, fu la prima vettura ufficialmente prodotta dalla Chenard & Walcker, montava un bicilindrico e proponeva soluzioni superate ad altre più innovative. Divenne famosa anche per i suoi consumi ridotti.
- Type P: fu prodotta nel 1909 ed era una torpedo alto di gamma equipaggiata da un 4 cilindri da 2080 cm³ in grado di erogare 12 CV di potenza massima.
- T2: prodotta nel 1913, era una vettura di fascia media e d'impostazione sportiveggiante. Era equipaggiata da un motore a 4 cilindri da 1590 cm³.
- Type TT: discendente della Type P, era una torpedo di fascia alta equipaggiata da un 4 cilindri da 2000 cm³ in grado di erogare 24 CV a 2200 giri/min. Fu prodotta nel 1921.
- Tank: del 1925, una delle più note Chenard & Walcker, era basata strettamente sulla 9CV, dalla quale ereditò tutta la meccanica, ma propose una carrozzeria inedita, molto avvolgente e profilata ma squadrata che la faceva assomigliare a un piccolo carro armato (appunto Tank, in inglese). Montava il motore da 1095 cm³ con una distribuzione a valvole di aspirazione in testa e valvole di scarico laterali. Grazie alla buona aerodinamica raggiungeva una velocità massima di 150 km/h e ne venne realizzata una versione dotata di compressore volumetrico in grado di arrivare a 170 km/h.
- Type Y3: vettura di fascia media dotata di un 4 cilindri da 1496 cm³ e prodotta dal 1926 al 1927.
- Type Y8 e Type Y6: la Type Y8 fu l'erede naturale della Y3 e fu proposta tra il 1928 ed il 1929, mentre la Type Y6 fu l'erede della Type Y8 e fu prodotta tra il 1929 ed il 1935. Tutte montavano la stessa meccanica della Y3.
- Aigle 8: era una berlina di fascia alta, dalle linee morbide ed aerodinamiche, che montava un motore da 1911 cm³ di origine Citroën, lo stesso montato sulle Traction Avant 11CV. Tale motore erogava 56 CV a 3800 giri/min. La carrozzeria era invece simile a quella delle contemporanee Matford. Fu prodotta tra il 1939 ed il 1940.
- Aigle 22: la carrozzeria era la stessa della Aigle 8, ma il motore era un V8 Ford da 3611 cm³ in grado di erogare 80 CV. Era lo stesso motore montato sulle Matford e sulle Ford V8 negli Stati Uniti.